# STS-74
إس تي إس-74 (بالإنجليزية: STS-74)‏ الرحلة الثالثة والسبعون ضمن برنامج مكوك الفضاء لوكالة ناسا، الرابعة ضمن برنامج شاتل-مير الأمريكي-الروسي، والرحلة الخامسة عشر على متن مكوك الفضاء أتلانتيس، انطلقت الرحلة في 12 نوفمبر 1995 من مركز كينيدي للفضاء ، وهبطت بتاريخ 20 نوفمبر في مركز كينيدي للفضاء أيضاً، بعد ثمانية أيام مكثتها الرحلة في الفضاء، كانت الرحلة الالتحام الثاني مع محطة مير الفضائية ونقل امدادات ومعدات من المكوك أتلانتيس لمحطة مير، وتم إجرآء عدد من التجارب، بلغ عدد الرواد المشاركين في الرحلة خمسة رواد ( أربعة أمريكيين وكندي).